# John Cregan
John Francis Cregan (ur. 29 stycznia 1878 w Schenectady, zm. 26 grudnia 1965 w Filadelfii) – amerykański lekkoatleta średniodystansowiec, wicemistrz olimpijski z Paryża z 1900.
Zdobył mistrzostwo Stanów Zjednoczonych (AAU) w biegu na 880 jardów w 1897 oraz w biegu na milę w 1897 i 1898, a także akademickim mistrzem USA (IC4A) na 880 jardów w 1898 i na 1 milę w latach 1898–1900. Był wówczas studentem Uniwersytetu Princeton.
W czasie igrzysk olimpijskich w 1900 w Paryżu wziął udział w biegu na 800 metrów, w którym zajął 2. miejsce za Alfredem Tysoe z Wielkiej Brytanii. Nie wystąpił w biegu na 1500 metrów, ponieważ był rozgrywany w niedzielę. W drodze na igrzyska zajął 2. miejsce w mistrzostwach Wielkiej Brytanii (AAA) na 880 jardów za Alfredem Tysoe.
Rekordy życiowe:
- 800 m – 1.55,3 s. (1897)
- 1 mila – 4.24,4 s. (1900)